# Scott Sinclair
Pour les articles homonymes, voir Sinclair.
Scott Sinclair, né le 25 mars 1989 à Bath (Angleterre), est un footballeur anglais qui évolue au poste d'attaquant aux Bristol Rovers.

## Carrière en club

### Chelsea
Scott Sinclair commence à jouer pour les équipes de jeunes de Bristol Rovers à 9 ans. À 15 ans il fait ses débuts dans l'équipe première contre Leyton Orient. 
À l'été 2005, malgré la controverse créée par son transfert, il signe chez les Blues sans demander la permission à son club de formation et finalise lui-même le changement de club. Cependant en novembre 2005 Chelsea est contraint de payer à Bristol Rovers une indemnité de transfert de 160 000 £.
Lors de la saison 2005-06, Sinclair joue 21 matchs dans l'équipe de jeunes de Chelsea et marque 15 buts. Il joue sept matchs pour la réserve. 
Sinclair fut sur la feuille du match contre Macclesfield Town FC en Coupe d'Angleterre de football le 6 janvier 2007. Il resta cependant sur le banc. Quatre jours plus tard il entre sur le terrain comme remplaçant dans le match de League Cup contre Wycombe Wanderers FC.

### Prêt à Plymouth
Lors du mercato d'hiver Sinclair signe un prêt d'un mois avec Plymouth Argyle FC, dont le manager Ian Holloway l'avait déjà remarqué à 10 ans quand il jouait encore à Bristol. Il fait ses débuts comme remplaçant contre Coventry City FC.

### Retour à Chelsea
Le 6 mai 2007 il est appelé dans l'équipe première de Chelsea contre Arsenal. Un match d'une grande importance dans la course finale au titre avec Manchester United. Il entre après la sortie de Shaun Wright-Phillips. Il joue son premier match avec Chelsea contre Manchester United à Stamford Bridge mais il se casse le métatarse sur une charge de Wes Brown. 
Pour la saison 2007-2008, Sinclair a troqué son numéro 49 pour le numéro 17. Le club a indiqué qu'il ne serait ni prêté, ni vendu, Scott Sinclair devrait donc batailler pour obtenir une place dans l'équipe première. Lors du Community Shield 2007, il a joué la doublure de Joe Cole.

### Prêt au Queens Park Rangers FC
Le 6 novembre 2007, il est de nouveau prêté. Il signe un prêt jusqu'au 15 décembre 2007 avec le Queens Park Rangers FC, club de Championship.

### Swansea City
Le 9 août 2010, il signe à Swansea City pour une somme comprise entre 500 000 et un million de livres, ce qui constitue un record pour le club gallois. À l'issue de cette première saison, alors que Swansea affronte Reading en finale des playoffs de Championship le 30 mai 2011, Sinclair inscrit trois des quatre buts gallois du match (victoire 4-2) et contribue à envoyer le club en Premier League.

### Manchester City
Le 31 août 2012, il signe en faveur de Manchester City.

#### Prêt à Aston Villa
Le 30 janvier 2015, Manchester City le prête pour six mois à Aston Villa.

### Aston Villa
En mai 2015, Aston Villa lève l'option d'achat de Sinclair, qui s'engage pour quatre saisons avec les Villans. À l'issue de la saison, Aston Villa est relégué.

### Celtic
Le 7 août 2016, il signe un contrat de quatre ans avec le Celtic FC, champion d'Écosse en titre. Il inscrit 62 buts en 167 matchs toutes compétitions confondues avec le club écossais en l'espace de trois ans et demi.

### Preston North End
Le 8 janvier 2020, Sinclair s'engage pour deux ans et demi avec Preston North End.

## Carrière en sélection

### Grande-Bretagne
Il est sélectionné parmi l'équipe de Grande-Bretagne des Jeux olympiques 2012.

## Palmarès

### En club
- Celtic FC
  - Champion d'Écosse en 2017, 2018 et 2019.
  - Vainqueur de la Coupe d'Écosse en 2017, 2018 et 2019.
  - Vainqueur de la Coupe de la Ligue écossaise en 2017 et 2018.

### Distinctions personnelles
- Membre de l'équipe-type de D2 anglaise en 2011[7].
- Membre de l'équipe-type de Scottish Premier League en 2017.
- Nommé meilleur joueur de Scottish Premier League en 2017.